# Giovanni Battista Falda

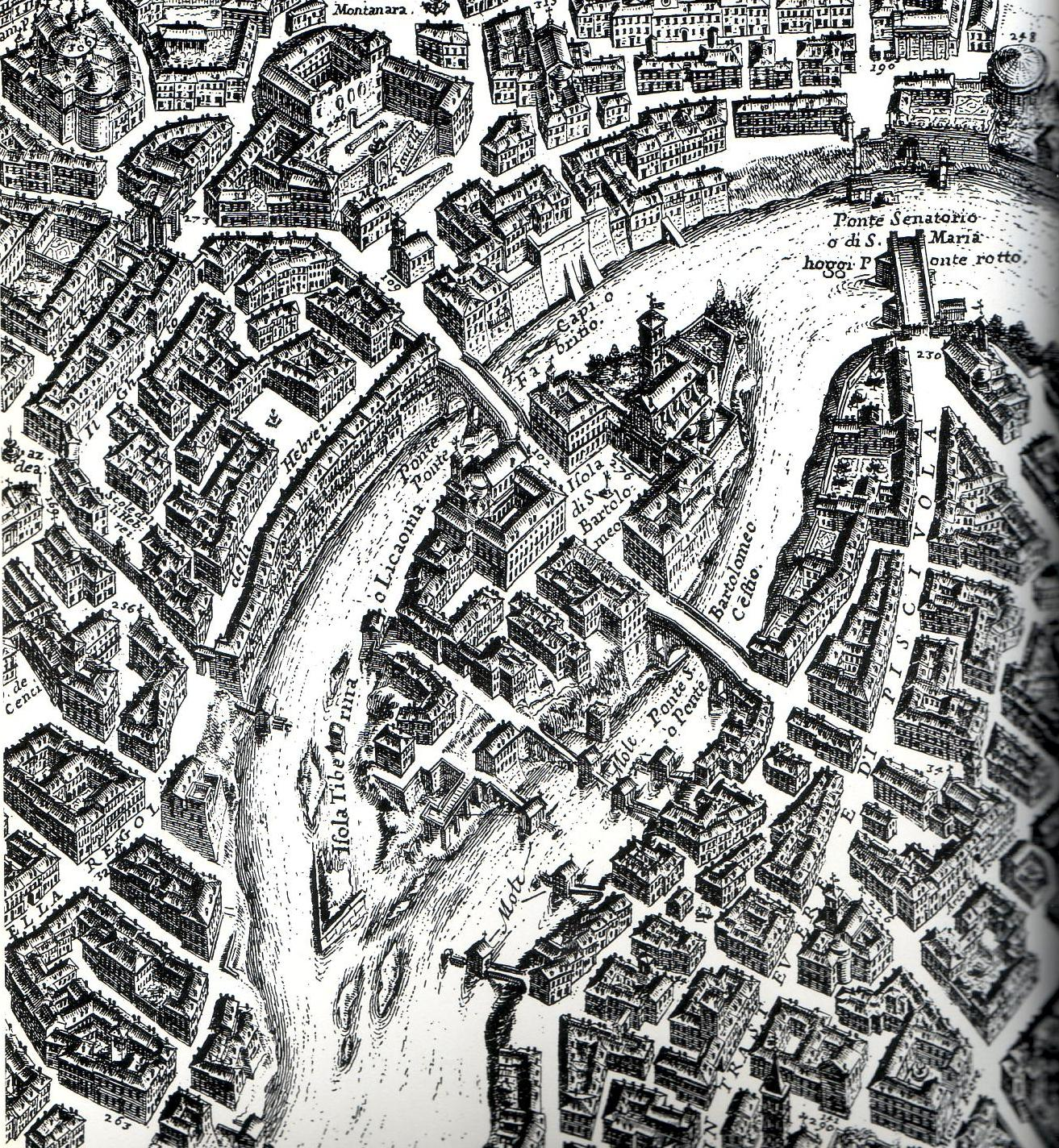
Particolare dell'Isola Tiberina dalla Nuova pianta et alzata della città di Roma

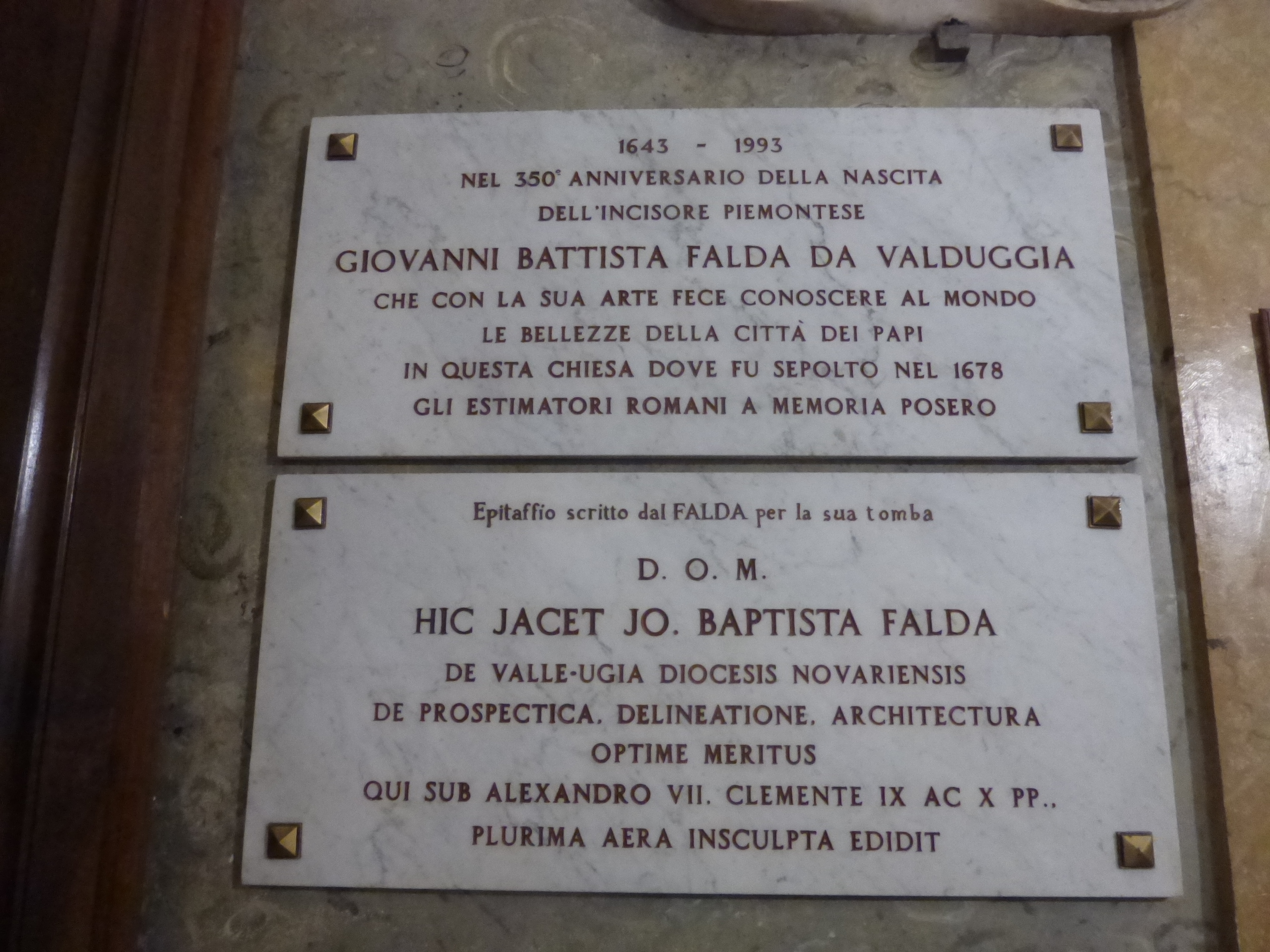
S. Maria della Scala, memoria ed epitaffio di G.B.Falda scritto da lui medesimo.

Giovanni Battista Falda (Valduggia, 7 dicembre 1643 – Roma, 22 agosto 1678) è stato un incisore italiano, che ha documentato l'architettura e l'urbanistica a Roma nella seconda metà del Seicento.

## Biografia
Nato in provincia di Vercelli, dimostrò presto inclinazione e capacità per il disegno. Venne quindi messo a bottega presso un pittore locale, e poi, a 14 anni, mandato a Roma presso uno zio che lo segnalò a Gian Lorenzo Bernini. Molto maggior rilievo ebbe tuttavia, nella formazione e nella successiva attività del giovane Falda, l'incontro con Giovanni Giacomo De Rossi e l'apprendistato svolto presso la sua stamperia. 
Da De Rossi l'adolescente Falda acquisì educazione "urbana" e mestiere, e con il suo mentore lavorò praticamente per tutta la sua breve vita.
Morì a trentacinque anni, probabilmente di tumore, e fu sepolto nella chiesa di Santa Maria della Scala.

## Opere
- Le fontane di Roma nelle piazze e luoghi publici della città, con li loro prospetti, come sono al presente. Disponibile su Internet Archive
- Villa Pamphilia : eiusque palatium, cum suis prospectibus, statuae, fontes, vivaria, theatra, areolae, plantarum, viarumque ordines, cum eiusdem villae absoluta delineatione
- Il nuovo teatro delle fabriche, et edificii, in prospettiva di Roma moderna ... Disponibile su Internet Archive
- Li giardini di Roma con le loro piante alzate e vedute in prospettiva. Disponibile su Internet Archive
- Palazzi di Roma de' più celebri architetti
- Nuova pianta et alzata della città di Roma con tutte le strade, piazze et edificii de tempi, palazzi, giardini et altre fabbriche antiche e moderne come si trovano al presente nel pontificato di N.S. Papa Innocentio X con le loro dichiarationi nomi et indice copiosissimo